# Magura Sadar Upazila
Magura Sadar Upazila är ett underdistrikt i Bangladesh.   Det ligger i provinsen Khulna, i den centrala delen av landet, 100 km väster om huvudstaden Dhaka. Antalet invånare är 290 000. Arean är 407 kvadratkilometer.
Terrängen i Magura Sadar Upazila är mycket platt.
Trakten runt Magura Sadar Upazila består till största delen av jordbruksmark. Runt Magura Sadar Upazila är det tätbefolkat, med 947 invånare per kvadratkilometer.